# Malczyce (stacja kolejowa)
Malczyce – stacja kolejowa w Malczycach, w województwie dolnośląskim, w Polsce. Położona na linii nr 275 z Wrocławia do Gubina, stanowiąca jednocześnie początek nieczynnych linii do Jawora i Marciszowa oraz bocznic do bazy paliw, dawnej cukrowni "Małoszyn" i Portu Malczyce.
Stacja jest stacją graniczną Wrocławskiej Kolei Aglomeracyjnej, tzw. dużej aglomeracji wrocławskiej.
Budynek malczyckiego dworca położony jest w południowo-zachodniej części wsi, przy ul. Dworcowej. Stacja posiada dwa perony wyspowe.

## Ruch pasażerski
| Rok  | Wymiana pasażerska na dobę |
| ---- | -------------------------- |
| 2017 | 700-999                    |
| 2022 | 700-999                    |

## Historia

### Przed II wojną światową[3]

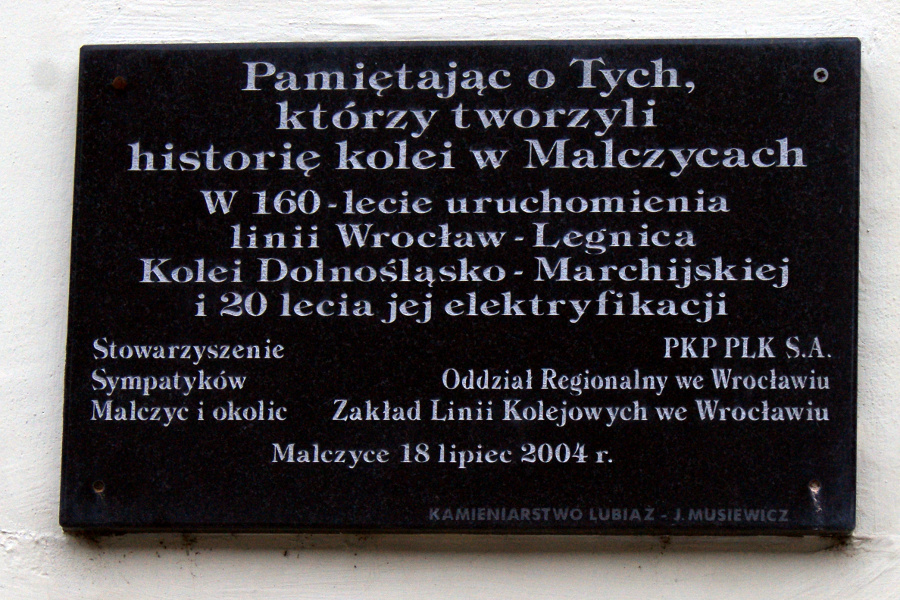
Tablica pamiątkowa na budynku stacji

Stacja Malczyce została oddana do użytku 18 października 1844 roku, wraz z linią kolejową z Wrocławia do Legnicy, którą w późniejszych latach przedłużano stopniowo w kierunku zachodnim do Berlina. Węzłem kolejowym stała się na przełomie XIX i XX wieku, gdy otworzono linie z Malczyc do Strzegomia (1895 r., przedłużona do Marciszowa) i Jawora (1902). Najpóźniej, bo w 1923 r. otwarto linię łączącą Malczyce z Lubiążem i Wołowem.
Stacja stanowiła miejsce postoju pociągów pospiesznych ze sprzedażą biletów, przyjmowaniem i wydawaniem bagaży i przesyłek ekspresowych.
Poza funkcją przesiadkową, istotne znaczenie miała obsługa ruchu towarowego. Z malczyckiego dworca poprowadzono bocznice kolejowe do Portu Malczyce, cukrowni, fabryki celulozy oraz firmy spedycyjnej „Teopffera i synów”. Ważnym punktem przeładunkowym był port rzeczny, gdzie za pomocą trzech urządzeń do kiprowania, trzech dźwigów i sześciu zsuwni przeładowywano na statki węgiel z Wałbrzycha, koks, kamień (z kamieniołomów strzegomskich), zboża, mąkę, cukier,  
i cegłę. Prowadzono również przeładunek towarów ze statków na pociągi, głównie stali i żelaza.

### Po wojnie
W okresie powojennym stopniowo zamykano ruch pasażerski na liniach odchodzących z węzła w Malczycach. W 1961 r. zawieszono ruch pociągów pasażerskich w kierunku Wołowa, następnie w latach 1963 i 1970 dokonano rozbiórki linii na odcinku do bazy paliw. 22 czerwca 1975 r. zawieszono pociągi pasażerskie w kierunku Jawora, z kolei 1 sierpnia 1989 r. w kierunku Strzegomia na linii do Marciszowa.
Upadek malczyckich zakładów w latach 90. XX wieku sprawił, że na liniach tych praktycznie zamarł ruch towarowy. Ponadto, brak należytego utrzymania sprawił, że linia do Jawora jest całkowicie, zaś do Marciszowa częściowo nieprzejezdna. Obecnie ruch pociągów odbywa się w zasadzie wyłącznie na głównej linii Wrocław Muchobór – Guben, stanowiącej część magistrali kolejowej E30. Spośród pociągów pasażerskich, w Malczycach zatrzymują się wyłącznie pociągi osobowe i osobowe przyspieszone.
W ramach modernizacji Linii kolejowej E-30 Opole – Wrocław – Legnica – Węgliniec – Zgorzelec/Bielawa Dolna w dniu 6 marca 2009 r. PKP Polskie Linie Kolejowe SA podpisały umowę na „Odbudowę i modernizację linii kolejowej E30/CE30 szlak Środa Śląska – Malczyce wraz ze stacją Malczyce”.
Wartość umowy wynosi 167 221 315 zł netto zaś jej termin realizacji wynosi 18 miesięcy od daty podpisania.
Zgodnie z umową roboty na ok. 10 km dwutorowym szlaku linii kolejowej obejmują kompleksową wymianę torów i rozjazdów, odwodnienie, sieć trakcyjną, urządzenia łączności, elektroenergetyki. Zmodernizowane zostały 24 obiekty inżynieryjne i w ustalonych lokalizacjach zabudowane zostaną ekrany akustyczne, chroniące przed hałasem.
W stacji Malczyce perony, po przebudowie zostały wyposażone w po dwie nowe wiaty z siedziskami, urządzenia informacji głosowej i wizualnej oraz nowe oświetlenie. Obiekt został dostosowany do obsługi osób niepełnosprawnych. Efektem modernizacji będzie m.in. wzrost prędkości jazdy pociągów pasażerskich do 160 km/h, zwiększenie bezpieczeństwa ruchu pociągów, poprawa warunków obsługi podróżnych oraz poprawa stanu ochrony środowiska.  
Kontrakt realizuje konsorcjum Przedsiębiorstwo Robót Komunikacyjnych i Inżynieryjnych SA we Wrocławiu, Przedsiębiorstwo Robót Komunikacyjnych w Krakowie SA, Przedsiębiorstwo budownictwa kolejowego i inżynieryjnego INFRAKOL sc.
1 sierpnia 2019 PKP podpisały z przedsiębiorstwem Berger Bau Polska umowę na remont dworca. 10 grudnia 2020 wyremontowany dworzec udostępniono podróżnym.

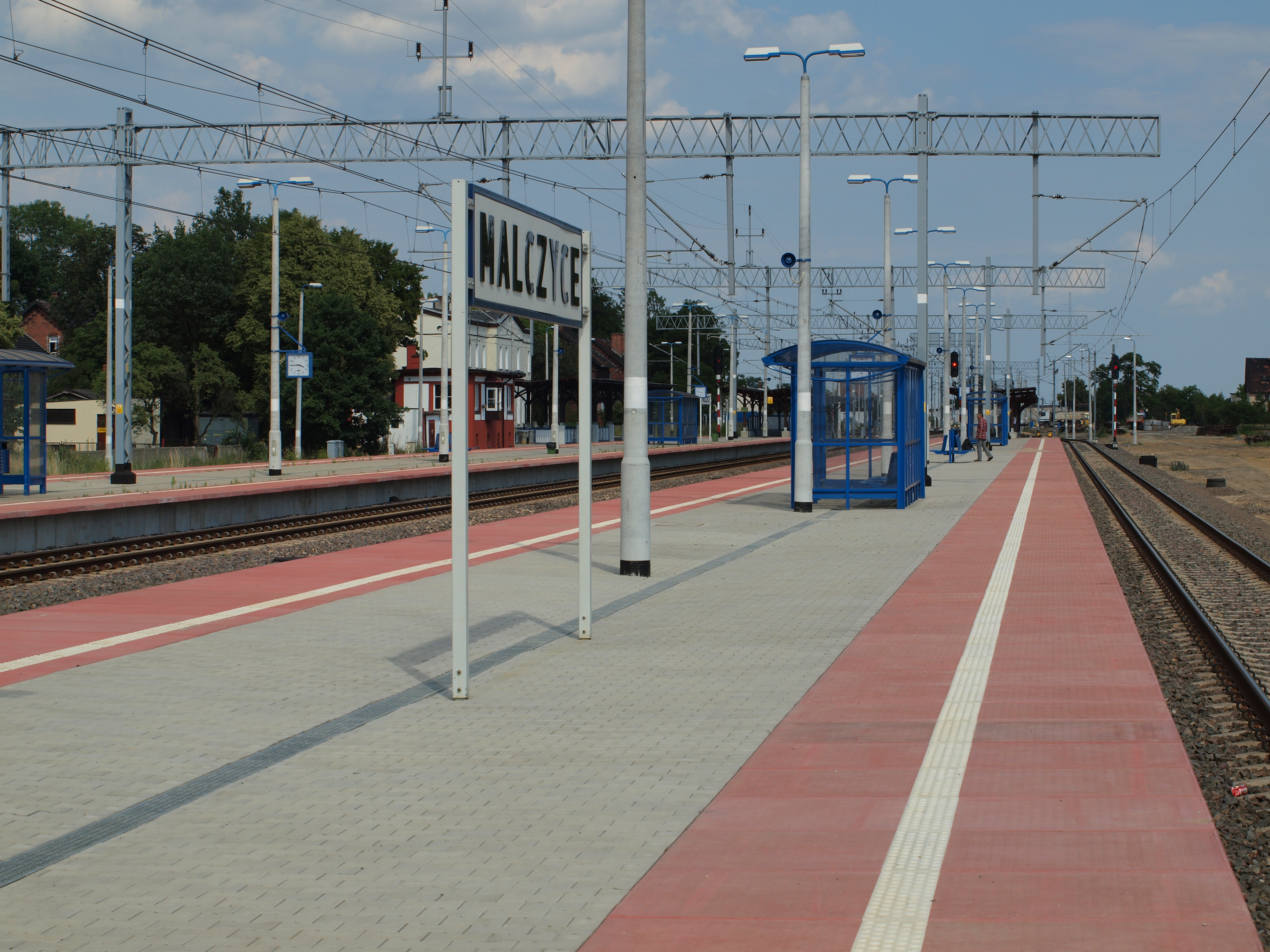
Zmodernizowane perony
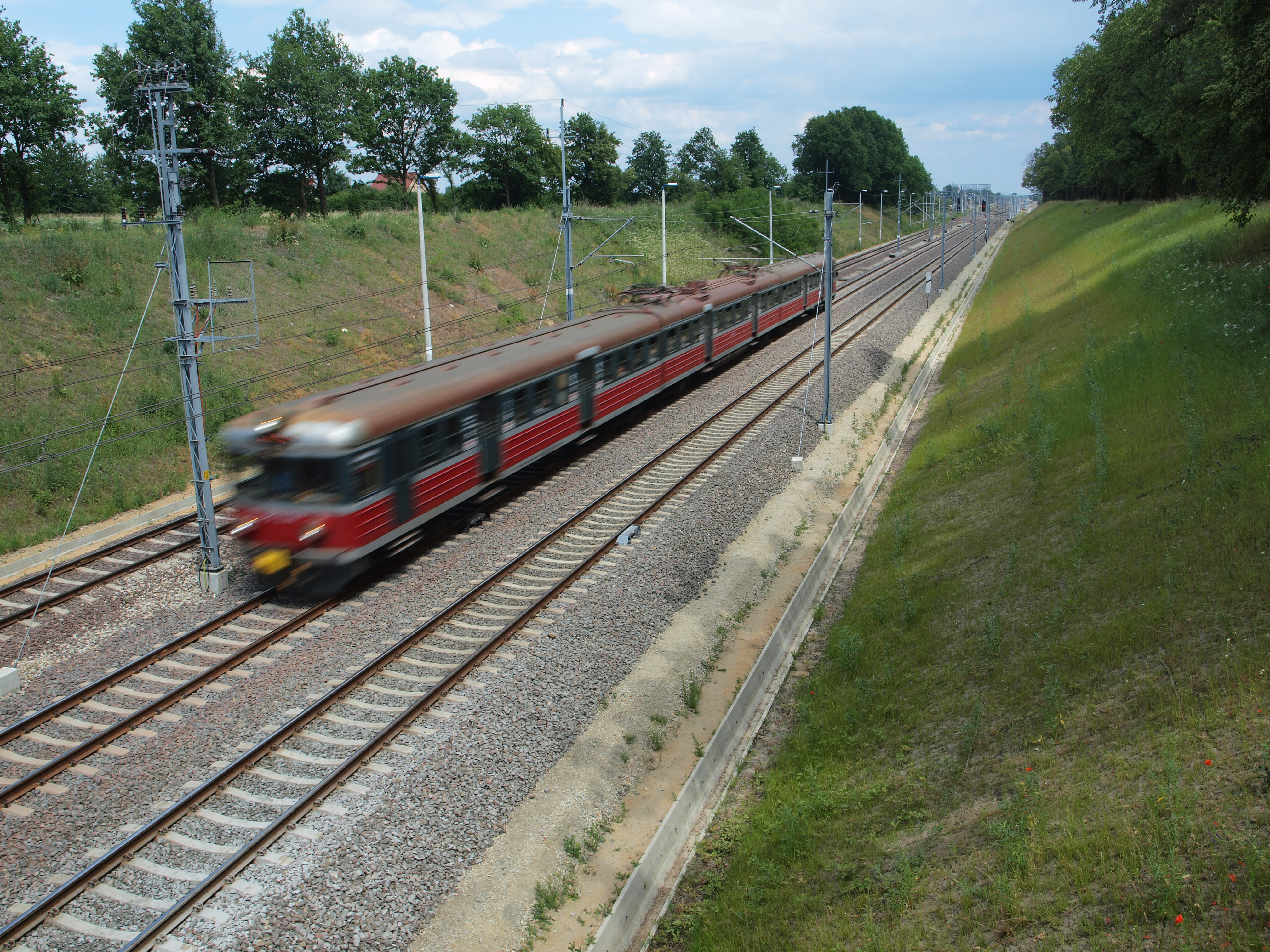
Zmodernizowany układ torowy
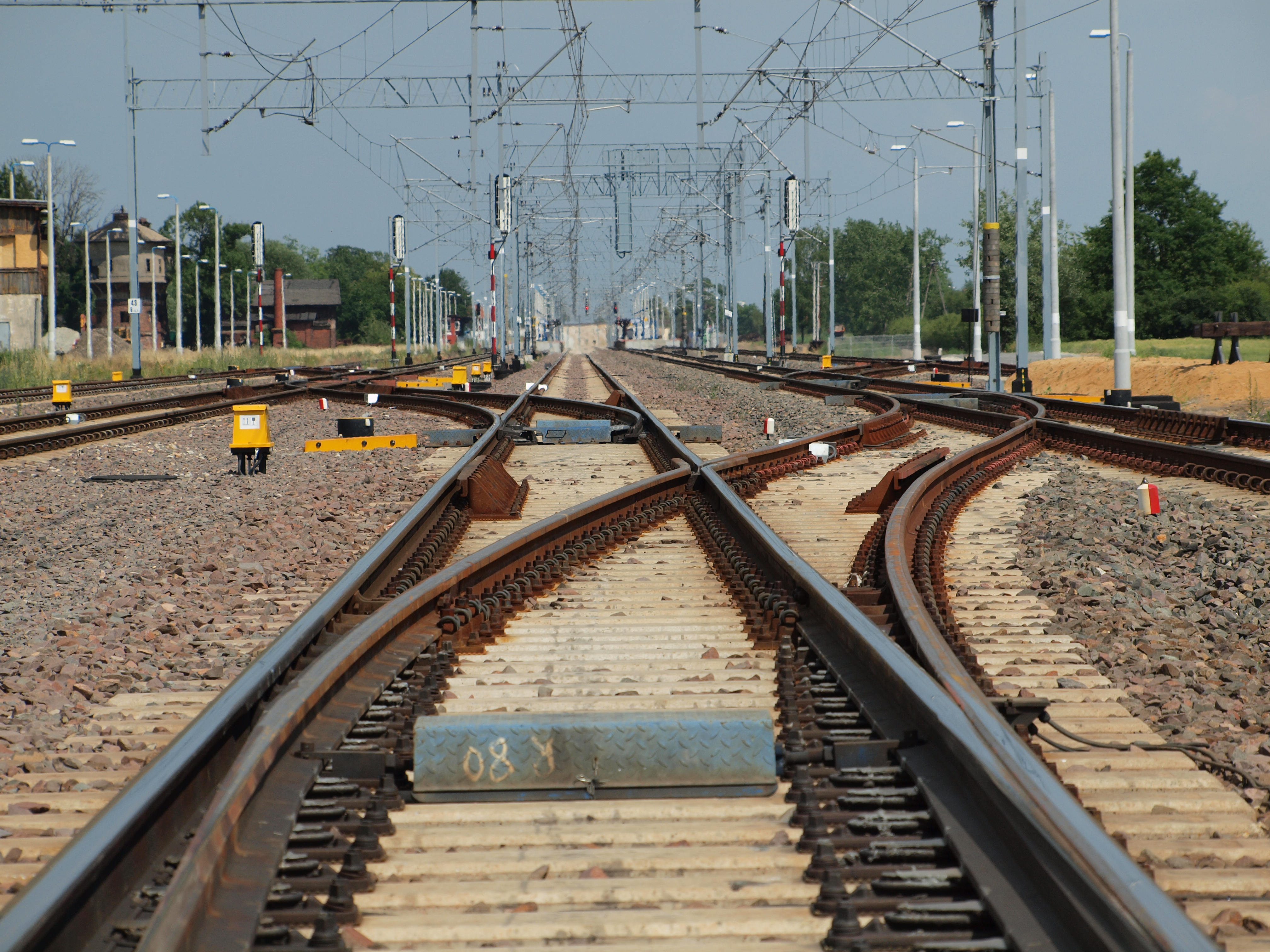
Zmodernizowany układ torowy
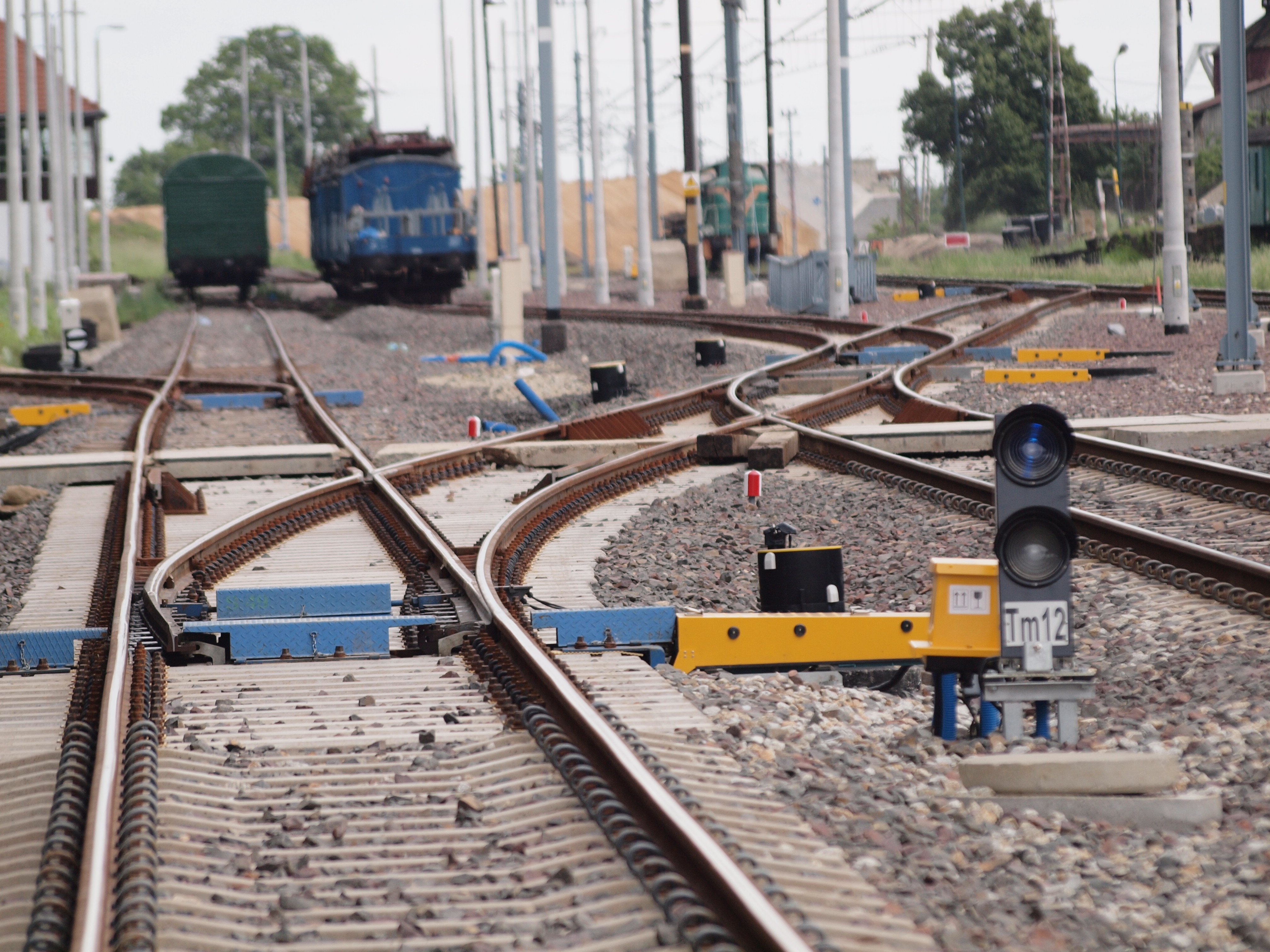
Zmodernizowany układ torowy
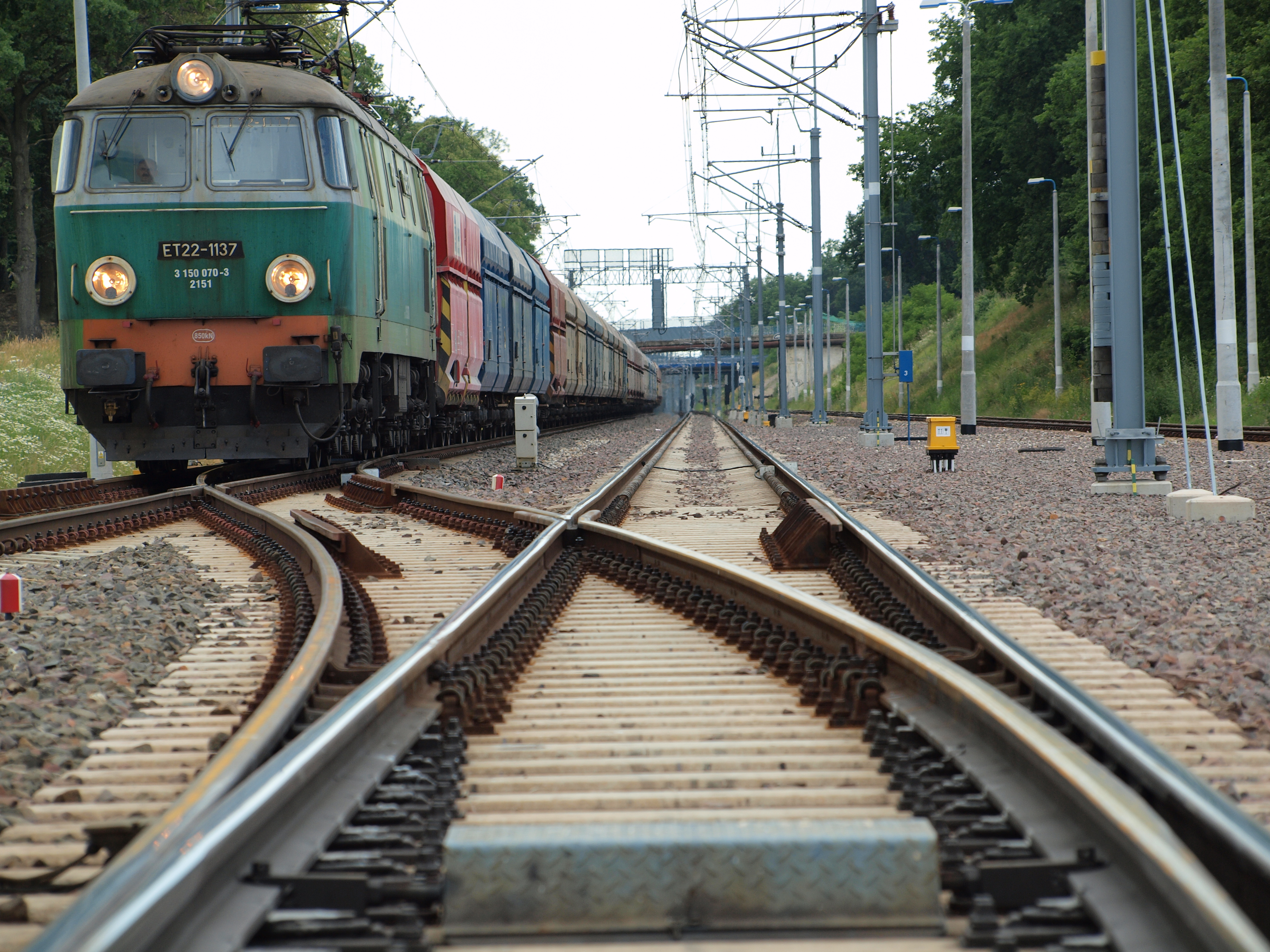
Zmodernizowany układ torowy